# Monte Hermoso (município)
Monte Hermoso é um partido (município) da província de Buenos Aires, na Argentina. Possuía, de acordo com estimativa de 2019, 7.310 habitantes.